# 王国栋 (压力加工专家)
王国栋（1942年10月2日—），辽宁大连人，中国压力加工专家，东北大学材料科学与工程学院教授，中国工程院院士。

## 生平
1981年毕业于北京钢铁研究总院，获硕士学位。